# UCI-Straßenradsport-Kalender der Frauen 2025
Der UCI-Straßenradsport-Kalender der Frauen 2025 besteht aus den Wettbewerben des internationalen Straßenradsports, die im Kalender des Radsport-Weltverbands UCI registriert sind und ein Rennen für Frauen beinhalten. Nach den Regeln der UCI läuft die Straßensaison 2025 vom 21. Oktober 2024 bis zum 19. Oktober 2025. Zum besseren Verständnis sind hier jedoch die Rennen des Kalenderjahrs 2025 aufgeführt.

## Klassifikation
Die Eintages- und Etappenrennen des internationalen Straßen-Kalenders 2025 gehören, soweit sie Frauen betreffen, folgenden Klassen an (siehe auch UCI-Kategorie):
- die Weltmeisterschaften (CM) im September;
- die kontinentalen Meisterschaften (CC) in Europa, Asien, Afrika, Amerika und Ozeanien;
- die nationalen Meisterschaften (CN), die über die Saison verteilt stattfinden, meist aber Ende Juni, siehe Nationale Straßen-Radsportmeister 2025;
- diverse regionale Veranstaltungen wie die Zentralamerikanischen Meisterschaften und die Karibischen Meisterschaften;
- Eintagesrennen (1.WWT) und Etappenrennen (2.WWT) der UCI Women’s WorldTour 2025;
- Eintagesrennen (1.Pro) und Etappenrennen (2.Pro) der UCI ProSeries;
- Eintagesrennen (1.1) und Etappenrennen (2.1) der Klasse 1;
- Eintagesrennen (1.2) und Etappenrennen (2.2) der Klasse 2.

Die Einstufung eines Rennens hat Einfluss darauf, welche Radsportteams daran teilnehmen können und in welchem Maße sie in die UCI-Weltrangliste eingehen. Unten aufgeführt sind die Rennen der drei letztgenannten Klassen, also die ProSeries sowie die Rennen der Klassen 1 und 2. Die Rennen sind aufgeteilt nach der altersbedingten Kategorie, der sie angehören, also Elite, U23 oder Juniorinnen. Daneben gibt es zahlreiche weitere Rennen auf den nationalen Kalendern der einzelnen Radsportverbände, die an dieser Stelle nicht berücksichtigt sind.

## Elite
| Datum               | Land               | Rennen                                           | Klasse | Siegerin              | Mannschaft                             |
| ------------------- | ------------------ | ------------------------------------------------ | ------ | --------------------- | -------------------------------------- |
| 25. Jan.            | Spanien            | Trofeo Marratxi-Felanitx                         | 1.1    | Lotta Henttala        | EF Education-Oatly                     |
| 26. Jan.            | Spanien            | Trofeo Palma Femina                              | 1.1    | Marlen Reusser        | Movistar Team Women                    |
| 26. Jan.            | Australien         | Schwalbe Women’s One Day Classic                 | 1.Pro  | Clara Copponi         | Lidl-Trek                              |
| 27. Jan.            | Spanien            | Trofeo Binissalem-Andratx                        | 1.1    | Thalita de Jong       | Human Powered Health                   |
| 29. Jan.            | Australien         | Surf Coast Classic                               | 1.1    | Ally Wollaston        | FDJ-Suez                               |
| 9. Feb.             | Spanien            | Vuelta CV Feminas                                | 1.Pro  | Linda Zanetti         | Uno-X Mobility                         |
| 13. Feb. – 16. Feb. | Spanien            | Setmana Ciclista Valenciana                      | 2.Pro  | Demi Vollering        | FDJ-Suez                               |
| 23. Feb.            | Spanien            | Clásica de Almería                               | 1.1    | Ally Wollaston        | FDJ-Suez                               |
| 2. März             | Belgien            | Omloop van het Hageland                          | 1.1    | Femke Gerritse        | Team SD Worx-Protime                   |
| 4. März             | Belgien            | Le Samyn des Dames                               | 1.1    | Lorena Wiebes         | Team SD Worx-Protime                   |
| 5. März             | Kroatien           | Umag Trophy Ladies                               | 1.2    | Lara Crestanello      | Born to Win BTC City Ljubljana Zhiraf  |
| 6. März – 8. März   | Spanien            | Vuelta Extremadura Féminas                       | 2.1    | Ellen van Dijk        | Lidl-Trek                              |
| 7. März – 11. März  | Vietnam            | Biwase Tour of Vietnam                           | 2.2    | Natalja Frolowa       | Tuyển Biwase-Bình Dương                |
| 9. März             | Kroatien           | Poreč Trophy Ladies                              | 1.2    | Manon de Boer         | DD Group Pro Cycling Team              |
| 9. März             | Italien            | Trofeo Oro in Euro                               | 1.1    | Karlijn Swinkels      | UAE Team ADQ                           |
| 12. März            | Belgien            | GP Oetingen                                      | 1.Pro  | Julie De Wilde        | Fenix-Deceuninck                       |
| 19. März            | Belgien            | Nokere Koerse                                    | 1.Pro  | Marta Lach            | Team SD Worx-Protime                   |
| 23. März            | Belgien            | Midwest Cycling Classic                          | 1.2    | Scarlett Souren       | VolkerWessels Women’s Pro Cycling Team |
| 31. März – 2. Apr.  | Thailand           | Tour of Thailand                                 | 2.2    | Jutatip Maneephan     | Thailand Women’s Cycling Team          |
| 1. Apr.             | El Salvador        | Grand Prix Boquerón                              | 1.1    | Petra Stiasny         | Roland                                 |
| 2. Apr.             | Belgien            | Dwars door Vlaanderen                            | 1.Pro  | Elisa Longo Borghini  | UAE Team ADQ                           |
| 2. Apr. – 7. Apr.   | El Salvador        | Tour El Salvador                                 | 2.2    | Elena Hartmann        | Ceratizit Pro Cycling Team             |
| 5. Apr.             | Niederlande        | Volta NXT Classic                                | 1.2    | Femke Gerritse        | Niederlande                            |
| 8. Apr.             | El Salvador        | Grand Prix El Salvador                           | 1.1    | Laura Tomasi          | Laboral Kutxa-Fundación Euskadi        |
| 9. Apr.             | Belgien            | Scheldeprijs                                     | 1.1    | Elisa Balsamo         | Lidl-Trek                              |
| 9. Apr.             | Frankreich         | Région Pays de la Loire Tour-Féminin             | 1.2    | Anne Dijkstra         | VolkerWessels Women’s Pro Cycling Team |
| 9. Apr.             | El Salvador        | Grand Prix Presidente                            | 1.2    | Dilyxine Miermont     | Ceratizit Pro Cycling Team             |
| 10. Apr.            | El Salvador        | Grand Prix Surf City                             | 1.1    | Kaja Rysz             | Roland                                 |
| 18. Apr.            | Belgien            | Brabantse Pijl                                   | 1.Pro  | Elisa Longo Borghini  | UAE Team ADQ                           |
| 20. Apr.            | Frankreich         | Grand Prix de Chambéry                           | 1.1    | Erica Magnaldi        | UAE Team ADQ                           |
| 21. Apr.            | Belgien            | Ronde de Mouscron                                | 1.1    | Susanne Andersen      | Uno-X Mobility                         |
| 23. Apr. – 27. Apr. | Vereinigte Staaten | Tour of the Gila                                 | 2.2    | Lauren Stephens       | Aegis Cycling Mixed Team               |
| 25. Apr.            | Italien            | Gran Premio della Liberazione                    | 1.1    | Paula Blasi           | UAE Team ADQ                           |
| 28. Apr. – 30. Apr. | Usbekistan         | Tour of Bostonliq Ladies                         | 2.2    | Shakhnoza Abdullaeva  | Usbekistan                             |
| 1. Mai – 4. Mai     | Tschechien         | Gracia Orlová                                    | 2.2    | Alison Jackson        | EF Education-Oatly                     |
| 2. Mai – 6. Mai     | Vereinigte Staaten | Tour de Bloom                                    | 2.2    | Lauren Stephens       | Aegis Cycling Mixed Team               |
| 3. Mai              | Belgien            | GP Immo Zone                                     | 1.1    | Julie Stockman        | DD Group Pro Cycling Team              |
| 3. Mai              | Luxemburg          | Festival Elsy Jacobs (Garnich)                   | 1.1    | Marta Lach            | Team SD Worx-Protime                   |
| 4. Mai              | Luxemburg          | Festival Elsy Jacobs (Luxemburg)                 | 1.1    | Martina Fidanza       | Team Visma-Lease a Bike                |
| 8. Mai              | Frankreich         | Pointe du Raz Ladies Classic                     | 1.1    | Paula Blasi           | UAE Team ADQ                           |
| 9. Mai              | Frankreich         | La Classique Morbihan                            | 1.1    | Eline Jansen          | VolkerWessels Women’s Pro Cycling Team |
| 10. Mai             | Frankreich         | Grand Prix du Morbihan Féminin                   | 1.1    | Eleonora Gasparrini   | UAE Team ADQ                           |
| 11. Mai             | Belgien            | Trofee Maarten Wynants                           | 1.1    | Martina Fidanza       | Team Visma-Lease a Bike                |
| 14. Mai             | Spanien            | Navarra Women’s Elite Classic                    | 1.Pro  | Cat Ferguson          | Movistar Team Women                    |
| 15. Mai – 18. Mai   | Tschechien         | Tour de Feminin                                  | 2.2    | Kate Richardson       | Handsling Alba Development Road Team   |
| 17. Mai             | Niederlande        | Omloop der Kempen Ladies                         | 1.1    | April Tacey           | Team Coop-Repsol                       |
| 20. Mai             | Spanien            | Durango–Durango Emakumeen Saria                  | 1.1    | Isabella Holmgren     | Lidl-Trek                              |
| 31. Mai             | Estland            | Ladies Tour of Estonia                           | 1.2    | Karolina Kumięga      | Polen                                  |
| 31. Mai – 1. Juni   | Norwegen           | Tour of Norway Women                             | 2.1    | Mie Bjørndal Ottestad | Uno-X Mobility                         |
| 6. Juni – 8. Juni   | Spanien            | Volta Ciclista a Catalunya Femenina              | 2.1    | Demi Vollering        | FDJ-Suez                               |
| 7. Juni             | Belgien            | Antwerp Port Epic                                | 1.Pro  | Susanne Andersen      | Uno-X Mobility                         |
| 8. Juni             | Belgien            | Dwars door de Westhoek                           | 1.1    | Fleur Moors           | Lidl-Trek                              |
| 8. Juni             | Frankreich         | Alpes Grésivaudan Classic                        | 1.1    | Valentina Cavallar    | Arkéa-B&B Hotels Women                 |
| 9. Juni             | Belgien            | Grand Prix Mazda Schelkens                       | 1.1    | Clara Copponi         | Lidl-Trek                              |
| 10. Juni – 15. Juni | Kolumbien          | Vuelta a Colombia Femenina                       | 2.1    | Diana Peñuela         | Sistecredito-GW                        |
| 13. Juni – 15. Juni | Frankreich         | Tour Féminin International des Pyrénées          | 2.1    | Usoa Ostolaza         | Laboral Kutxa-Fundación Euskadi        |
| 14. Juni            | Belgien            | Dwars door het Hageland                          | 1.1    | Lorena Wiebes         | Team SD Worx-Protime                   |
| 24. Juni            | Italien            | Giro dell’Appenino Donne                         | 1.2    | Matilde Vitillo       | Liv AlUla Jayco                        |
| 2. Juli – 6. Juli   | Portugal           | Volta a Portugal Feminina                        | 2.2    | Jasmin Liechti        | Nexetis                                |
| 6. Juli             | Belgien            | Argenta Classic                                  | 1.1    | Scarlett Souren       | VolkerWessels Women’s Pro Cycling Team |
| 12. Juli            | Slowakei           | Ladies Race Slovakia                             | 1.2    | Sofia Ungerová        | MAT Atom Deweloper Wrocław             |
| 13. Juli            | Belgien            | Grote Prijs Beveren                              | 1.2    | Katrijn De Clercq     | Lotto Ladies                           |
| 16. Juli – 20. Juli | Belgien            | Baloise Ladies Tour                              | 2.1    | Zoe Bäckstedt         | Canyon//SRAM zondacrypto               |
| 19. Juli            | Frankreich         | La Périgord Ladies                               | 1.2    | Paula Blasi           | UAE Team ADQ                           |
| 20. Juli            | Frankreich         | La Picto-Charentaise                             | 1.1    | Dominika Włodarczyk   | UAE Team ADQ                           |
| 31. Juli – 3. Aug.  | Namibia            | Pupkewitz Megabuild Windhoek Women Tour          | 2.2    | Xaverine Nirere       | Team Amani Women                       |
| 12. Aug. – 14. Aug. | Polen              | Tour de Pologne Women                            | 2.1    |                       |                                        |
| 15. Aug.            | Belgien            | Grote Prijs Yvonne Reynders                      | 1.1    |                       |                                        |
| 10. Aug.            | Belgien            | Egmont Cycling Race Women                        | 1.2    |                       |                                        |
| 21. Aug.            | Belgien            | Grote Prijs Lucien Van Impe                      | 1.1    |                       |                                        |
| 28. Aug.            | Frankreich         | Kreiz Breizh Elites Féminin                      | 1.1    |                       |                                        |
| 4. Sep. – 7. Sep.   | Italien            | Giro della Toscana Femminile                     | 2.2    |                       |                                        |
| 6. Sep.             | Vereinigte Staaten | Maryland Cycling Classic                         | 1.1    |                       |                                        |
| 9. Sep. – 14. Sep.  | Frankreich         | Tour Cycliste Féminin International de l’Ardèche | 2.1    |                       |                                        |
| 13. Sep.            | Frankreich         | A Travers les Hauts de France                    | 1.2    |                       |                                        |
| 14. Sep.            | Spanien            | Pionera Race                                     | 1.2    |                       |                                        |
| 14. Sep.            | Deutschland        | Women’s Cycling Grand Prix Stuttgart & Region    | 1.Pro  |                       |                                        |
| 14. Sep.            | Frankreich         | Choralis Fourmies Féminine                       | 1.Pro  |                       |                                        |
| 17. Sep.            | Belgien            | Grand Prix de Wallonie                           | 1.1    |                       |                                        |
| 18. Sep. – 21. Sep. | Italien            | Giro Mediterraneo Rosa                           | 2.2    |                       |                                        |
| 19. Sep.            | Kanada             | Chrono Gatineau                                  | 1.1    |                       |                                        |
| 19. Sep. – 20. Sep. | Belgien            | Tour de la Semois                                | 2.2    |                       |                                        |
| 20. Sep.            | Kanada             | Tour de Gatineau                                 | 1.1    |                       |                                        |
| 27. Sep.            | Frankreich         | Mirabelle Classic                                | 1.2    |                       |                                        |
| 1. Okt. – 5. Okt.   | Costa Rica         | Vuelta Internacional Femenina a Costa Rica       | 2.2    |                       |                                        |
| 4. Okt.             | Italien            | Giro dell’Emilia Donne                           | 1.Pro  |                       |                                        |
| 5. Okt.             | Spanien            | Gran Premio Ciudad de Eibar                      | 1.Pro  |                       |                                        |
| 7. Okt.             | Italien            | Tre Valli Varesine                               | 1.Pro  |                       |                                        |
| 7. Okt.             | Belgien            | Binche–Chimay–Binche                             | 1.1    |                       |                                        |
| 7. Okt. – 11. Okt.  | Spanien            | Vuelta Ciclista Andalucía Elite Women            | 2.1    |                       |                                        |
| 19. Okt.            | Frankreich         | Chrono des Nations                               | 1.1    |                       |                                        |

## U23
Jenseits von Meisterschaften auf Welt-, Kontinental- oder nationaler Ebene gibt es nur ein ausdrücklich für die U23 vorgesehenes Rennen.
| 17. Aug. – 22. Aug. | Frankreich | Tour de l’Avenir Femmes | 2.2U |

## Juniorinnen
Rennen, die dem UCI-Nationencup der Juniorinnen angehören, tragen die Einstufung 1.Ncup bzw. 2.Ncup.
| Datum               | Land        | Rennen                                           | Klasse | Siegerin           | Mannschaft                       |
| ------------------- | ----------- | ------------------------------------------------ | ------ | ------------------ | -------------------------------- |
| 16. Feb.            | Spanien     | Clásica de Jaén Nation’s Cup Women               | 1.Ncup | Erin Boothman      | Großbritannien                   |
| 16. März            | Italien     | Piccolo Trofeo Alfredo Binda – Valli del Verbano | 1.Ncup | Megan Arens        | Grouwels-Watersley R&D Road Team |
| 10. Mai – 11. Mai   | Frankreich  | Tour du Gévaudan Occitanie femmes                | 2.Ncup | Sidney Swierenga   | Grouwels-Watersley R&D Road Team |
| 11. Mai             | Belgien     | Gent–Wevelgem                                    | 1.1    | Erin Boothman      | Tofauti Everyone Active Majoco   |
| 25. Mai             | Belgien     | Flandern-Rundfahrt                               | 1.1    | Paula Ostiz        | Onder Ons Parike                 |
| 11. Juli            | Belgien     | Grand Prix Valromey I                            | 1.1    | Paula Ostiz        | Onder Ons Parike                 |
| 11. Juli – 14. Juli | Kanada      | Tour de l’Abitibi                                | 2.Ncup | Oda Aune Gissinger | Norwegen                         |
| 13. Juli            | Belgien     | Grand Prix Valromey II                           | 1.1    | Paula Ostiz        | Onder Ons Parike                 |
| 25. Juli – 27. Juli | Niederlande | Watersley Ladies Challenge                       | 2.Ncup | Paula Ostiz        | Spanien                          |
| 14. Aug. – 15. Aug. | Spanien     | Bizkaikoloreak                                   | 2.Ncup |                    |                                  |
| 27. Aug.            | Belgien     | Druivenkoers                                     | 1.1    |                    |                                  |
| 30. Aug.            | Frankreich  | Grand Prix Ceratizit Women Junior                | 1.1    |                    |                                  |
| 19. Okt.            | Frankreich  | Chrono des Nations                               | 1.1    |                    |                                  |